# Eva Bowring
Eva Bowring (Nevada, 1892. január 9. – Gordon, 1985. január 8.) az Amerikai Egyesült Államok szenátora (Nebraska, 1954).